# Karoo-eremomela
De karoo-eremomela (Eremomela gregalis; Afrikaans: Groenbossanger)  is een zangvogel uit de familie Cisticolidae.  Het is een endemische vogelsoort uit Namibië en een aangrenzende stuk in de Karoo (Zuid-Afrika). De vogel is nauw verwant met de grijskoperemomela (E. canescens), groenrugeremomela (E. pusilla) en groenkaperemomela (E. scotops).

## Kenmerken
De vogel is  gemiddeld 12 cm lang. Hij heeft een groenachtige grijze kop en bovendelen, rond het oog donkerder grijs. De keel is vuilwit, de borst en buik zijn grijswit. De snavel is zwart, de iris is geel. De poten zijn donkerbruin.

## Verspreiding en leefgebied
Deze vogel komt voor in zuidwestelijk Afrika en telt twee ondersoorten:
- E. g. gregalis: zuidwestelijk Namibië en westelijk Zuid-Afrika.
- E. g. albigularis: zuidwestelijk en zuidelijk Zuid-Afrika.

Het leefgebied bestaat uit halfwoestijn met struikgewas in de Karoo, vaak ook struikgewas en bosjes langs waterlopen en aan de voet van heuvels.

## Status
De grootte van de populatie is niet gekwantificeerd. De karoo-eremomela is vrij algemeen, maar gaat achteruit in laag tempo zodat de soort nog geen bedreigde soort op de Rode Lijst van de IUCN is.